# Auschwitz-jegyzőkönyv

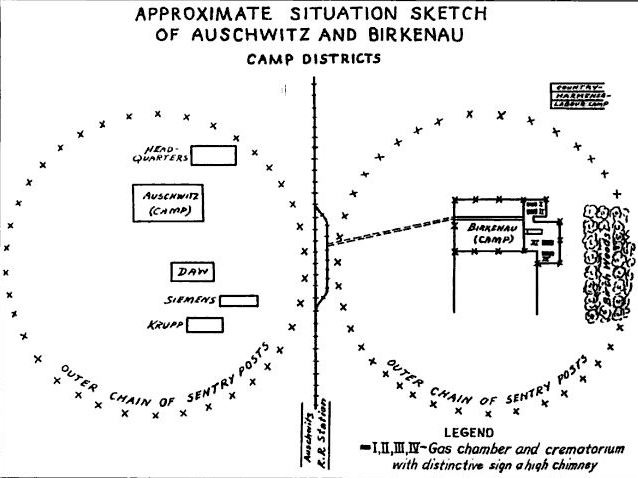
Vázlatrajz a „Vrba-Wetzler jelentés” angol nyelvű változatából az auschwitz–birkenaui koncentrációs táborban lévő gázkamrák és krematóriumok elhelyezkedéséről

Az Auschwitz-jegyzőkönyv, más írásmóddal: auschwitzi jegyzőkönyv, (néha Vrba–Wetzler-jelentés néven említik) az auschwitzi koncentrációs táborból megszökött két rab, Rudolf Vrba és Alfréd Wetzler beszámolója alapján 1944 április végén Szlovákiában készített, mintegy 60 oldalas összefoglaló irat a táborban történtekről, a tömeges gyilkolás tényéről, méreteiről és módszereiről, kordokumentum a náci népirtásról. Szövegét kezdetben titkos csatornákon terjesztették, az első részleteit külföldön publikálták. Magyarországra is gyorsan eljutott, de tartalma annak idején nem került nyilvánosságra. Közvetve valószínűleg így is hozzájárult a budapesti zsidóság deportálásának megakadályozásához.

## Keletkezése
1944. április 10-én Walter Rosenberg és Alfred Wetzler, két szlovákiai zsidó fogoly megszökött az auschwitzi koncentrációs táborból. Már április 7-én eltűntek és a tábor félig elkészült szektorában elbújva várták ki a hajtóvadászat végét, csak akkor hagyták el a lágert. További tíz nap alatt érték el a szlovák–lengyel határt. Mindketten blokkírnokok voltak Birkenau A, illetve D táborában, így viszonylag szabadon mozoghattak és jutottak információkhoz. Szökésük után Wetzler Josef Lanik, Rosenberg pedig Rudolf Vrba névre kiállított igazolványt kapott; utóbbi ezt a nevet később is megtartotta.
Szlovákiába érkezésükről néhány nap múlva értesítették a helyi zsidóság vezetőit. Zsolnán a pozsonyi Zsidó Tanács képviselői: Oskar Krasňanský és Ervin Steiner fogadták őket, jelen volt a helyi hitközség tisztviselője is. Április 25-én Vrba és Wetzler külön-külön adott szlovák nyelvű tájékoztatását Krasňanský gyorsírásban rögzítette. Másnap megérkezett a pozsonyi Zsidó Tanács elnöke, Oscar Neumann is; a kikérdezést megismételték, majd este Krasňanský az általa egységesített szöveget lediktálta a gépírónőnek. Az utolsó változatot harmadnap, 27-én gépelték le. Ebből Krasňanský, már Pozsonyban, egy véglegesnek tekintett szöveget diktált gépbe. Ez a 28 gépelt oldalból álló jegyzőkönyv már német nyelvű volt.

## Tartalma

Az auschwitzi táborkomplexum és a birkenaui megsemmisítő központ térképe

A jegyzőkönyv három részből áll. Wetzler beszámolójával kezdődik, akit 1942. április közepén deportáltak; és Vrba beszámolójával végződik, akit a majdaneki koncentrációs táborból 1942. június végén vittek tovább Auschwitzba. Néhol egyes szám, de általában többes szám első személyben mondják el saját történetüket, – Vrba először a majdaneki lágerélményeit ismerteti –, de végig tárgyilagosan, sok tényszerű közléssel. Így pl. Wetzler a két tábor területének, őrzési rendszerének részletes leírását adja. Kitérnek az elhelyezésre, a kényszermunkára, az élelmezésre és az éhezésre, a napirenden lévő kivégzésekre, az öngyilkosságokra, a foglyok rendszeres ún. „szelektálására” is.
A két személyes beszámoló közötti, második rész a leghosszabb. Ez a kettejük által közölt tényekből összeállított egységes szövegrész többek között rekonstruálja a nagyobb transzportok táborba érkezését 1942. áprilistól 1944. április elejéig, beérkezési időrendben, 27 400-tól 174 000-ig tartó számozásig, a nemzetiség és a kiinduló ország vagy város feltüntetésével. Ez tartalmazza az 1943. februárra elkészült új gázkamra és krematórium leírását, a gázzal végzett tömeggyilkosságok „modern” módszerének ismertetését is. „Három perc elmúltával a kamrában mindenki halott. Eddig még nem akadt senki, aki a kamra kinyitása után életjelt adott volna, ami az ezelőtti primitív eljárásnál a nyírfaerdőben nem volt ritkaság.”
Többször említik, hogy az Auschwitzba érkezetteknek csak mintegy 10%-a kapott számot; a többieket, a tehervagonokban odaszállított foglyok átlag közel 90%-át azonnal meggyilkolták, legtöbbjüket gázkamrában. A holttesteket kezdetben óriási gödrökben elföldelték, később krematóriumban elégették. A jelentés végén országok szerinti bontásban feltüntetik a Birkenauban 1942 áprilisától 1944 áprilisáig elgázosított zsidók feltételezett számát, amit összesen 1 765 000 főre becsültek. Ez a szám erősen túlzott; későbbi kutatások az áldozatok számát 1 470 000 (1 353 000 zsidó) vagy akár 1 100 000 (legkevesebb 960 000 zsidó) főre becsülték.
Vrba és Wetzler szökésük időpontjában egy görög transzport várható lágerbe érkezéséről kapott hírt. Magyarokról vagy várható érkezésükről a jelentés nem tesz említést, hiszen az első magyar fogolycsoportok 1944. májusban érkeztek.

## További története
A szlovákiai Zsidó Tanács illegalitásban működött úgynevezett Munkacsoportja (Pracovná Skupina) titkos csatornákon továbbította a jelentés példányait külföldi: isztambuli, genfi, londoni és budapesti zsidó szervezetekhez, illetve vezető személyiségekhez. Ezek útjáról és célba éréséről gyakran hiányoznak a pontos információk.

### A jegyzőkönyv Magyarországon
Magyarországra a jegyzőkönyv két vagy három úton is megérkezhetett. Eljutott több egyházi és állami vezetőhöz, de 1944–1945-ben nem került nyilvánosságra. A független Magyarországért harcoló Soos Géza magyarra fordíttatta a német nyelvű jegyzőkönyvet és hat másolatot készíttetett belőle, majd Horthy Istvánnén keresztül Horthy Miklós kormányzóhoz és Serédi Jusztinián hercegprímáshoz is eljuttatta, ezen kívül az információk szerint eljutott Komoly Ottóhoz a Magyar Cionista Szövetség elnökéhez, aki a cionista Budapesti Segély- és Mentés Bizottság (röviden Mentés Bizottság, héber elnevezése: Váádát Ezrá Veháccálá, rövidítve: Váádá) elnöke volt és Szent-Iványi Domokos magyar diplomatához is. Soos Géza volt Szent-Iványi függetlenségi mozgalombeli helyettese. A „jegyzőkönyv” tartalmát azonban sem a deportálásra ítélt százezrek, sem a lakosság más részei nem ismerhették meg.

#### Zsidó szervezetek vezetői
A Budapesti Segélyező és Mentőbizottság ügyvezetője, a cionista Kasztner Rezső az elsők között kaphatta meg a dokumentumot. Oskar Krasňanský elmondása szerint Kasztner Rezső április 28-án átvette és magával vitte Budapestre a jegyzőkönyv egy eredeti német nyelvű példányát. Még Pozsonyban kért belőle egy magyar fordítást is, amit állítólag két héten belül futárral meg is küldtek Budapestre. Ha Kasztner Rezső valóban megkapta a jegyzőkönyvet, akkor legfeljebb csak szűk körben ismertette. Tőle vagy az ő köréből a Mentőbizottsággal állandó kapcsolatban álló budapesti Zsidó Tanács tagjai is megkaphatták, vagy legalább megismerhették a tartalmát. Erre ugyan nincs bizonyíték, de „szinte elképzelhetetlen”, hogy ne adták volna tovább a Zsidó Tanácsnak. (Nem tudni, hogy Pozsonyban valóban elkészült-e a magyar fordítás, és ha igen, hová és kihez jutott el.).
A háború után Kasztner Rezső érdemben nem nyilatkozott az Auschwitz-jegyzőkönyvről. Így érthetőek a vele kapcsolatos találgatások és vádak. Többek között azzal vádolták, hogy a saját zsidómentő akciójára és a németekkel kötött egyezségre való tekintettel nem volt hajlandó továbbítani a jegyzőkönyvet, nem adta át az információkat.
Ha Kasztner nem adta volna tovább a jegyzőkönyvet, a Zsidó Tanács akkor is megkaphatta valamivel később egyik tagjától, Freudiger Fülöptől. Neki Weissmandel rabbi (Michael Beer Dov Weissmandel), a pozsonyi Munkacsoport egyik vezetője küldte meg a jelentés szövegét. Ezt maga Freudiger Fülöp jelentette ki, de csak egy 1972-ben készült interjúban. Korábban nem szólt róla.
1961-ben, az Eichmann-per tárgyalásán csak azt mondta, hogy egy május 10-én vagy 11-én Weissmandeltől kapott levélben értesült az Auschwitzba történő deportálásról. A jegyzőkönyvről akkor (1961-ben) még hallgatott. Freudiger az 1972-es interjúban:
- Randolph L. Braham szerint azt mondta, hogy a jegyzőkönyvből valamikor június 5. és 10. között kapott példányt.[13]
- Haraszti György szerint viszont azt mondta, hogy a jiddis (vagy héber) nyelvű jegyzőkönyvet a levéllel együtt, azaz május 10. vagy 11-én kapta meg. Haraszti György hozzáteszi: „Freudiger a tanács tagjait is tájékoztatta Weissmandel üzenetéről. Utóbb – júniusban – átadta a magyar királyi vezérkar anyagi főcsoportja néhány vezető tábornokának a jegyzőkönyv immár magyar nyelvű példányát.”[14]

Az egyik esetben tehát a Zsidó Tanács tagjai a jegyzőkönyve(ke)t már a deportálóvonatok elindulása (május 15.) előtt megismerhették, míg a másik esetben csak bő három héttel később. „A magyar zsidóság 'hivatalos vezetői' állítólag csak Freudiger példányából szereztek tudomást azok tartalmáról. Freudiger vallomása szerint (lásd fenn) ez június 5. és 10. közé eshetett. Ekkor már a zsidótlanítási szakértők éppen befejezték az Észak-Erdélyből való deportálásokat…” Randolph L. Braham később is tényként említi: „Freudiger elismerte, hogy június 5. és 10. között kapta meg a jegyzőkönyveket.”, de más véleményt is közöl: „Gergely György, aki egy ideig a Zsidó Tanács összekötője volt az SS-hez, azt állítja, hogy Freudiger a jegyzőkönyveket május elején kapta meg.”
Ha a Zsidó Tanács – akár Kasztnertől, akár Freudigertől – már május elején megkapta a jegyzőkönyvet, akkor a tartalmának elhallgatása miatt még inkább felvetődik a felelősség kérdése, amit történészek többször meg is fogalmaztak. Tény, hogy a Zsidó Tanács tagjai nem tájékoztatták a deportálásra ítélt zsidó tömegeket – sem májusban, sem később –, és az információkat hivatalos körök felé is csak június közepe után kezdték intenzívebben terjeszteni.

#### Keresztény egyházi és állami vezetők
Április legvégén vagy május legelején a jegyzőkönyv egy német nyelvű példányát Soos Géza külügyminiszteri tanácsos is megkapta. Ez talán az eredeti német szövegnek Szlovákiából származó egyik példánya volt, de nem zárható ki, hogy esetleg Kasztner Rezső környezetéből került ki.
Soos Géza az Magyar Függetlenségi Mozgalom egyik vezetőjeként megbízta a mozgalomhoz tartozó Éliás József református lelkészt, a Jó Pásztor Bizottság irányítóját, hogy fordíttassa le a dokumentumot és öt magyar nyelvű példányt juttasson el az általa megjelölt személyeknek.
A fordító és gépírónő Székely Mária (Küllői-Rhorer Lászlóné) volt.
A jegyzőkönyvekből kapott példányt:
- Serédi Jusztinián bíboros, Magyarország hercegprímása,
- Ravasz László püspök, a Református Egyház Országos Zsinatának lelkész-elnöke
- Raffay Sándor püspök, az evangélikus egyház vezetője,
- Komoly Ottó, a Magyar Cionista Szövetség elnöke,[20]
- özvegy Horthy Istvánné született Edelsheim-Gyulai Ilona, Horthy menye, akinek Török Sándor író juttatta el. A hatodik magyar nyelvű példányt és a német eredetit visszaadták Soós Gézának.

Randolph L. Braham a továbbítás időpontját nem közli. Haraszti György az időpontokat így adja meg: „Május 10-én vagy az azt követő napok valamelyikén történt, hogy Éliás a hat példányból három példányt eljuttatott a keresztény egyházak legmagasabb rangú vezetőihez. Május 15-én, amikor kezdetét vette a vidéki zsidóság deportálása, már a kezükben volt a jelentés szövege.”
Horthy Miklós lakásába a dokumentumot Horthy Istvánné július 3-án maga vitte el, és anyósa adta át a kormányzónak. Egyébként a kormányzó már korábban is olvashatta a jegyzőkönyvet: Pető Ernő, a Pesti Izraelita Hitközség elnökhelyettese, a Zsidó Tanács tagja június második felében ifj. Horthy Miklósnak is átadta. (Más forrásokból azonban Horthy már 1943-ban biztos értesülve volt arról, mi vár a deportáltakra. Ezt klessheimi látogatása alkalmával nyíltan meg is mondták neki.).
Június közepétől zsidó vezetők is terjeszteni kezdték a jelentés másolt példányait prominens személyek között. Több példa mutatja, hogy kormányzati körökben nem hitték el és/vagy csupán propaganda fogásnak tartották a jelentés állításait.
- Török Sándor a külügyi államtitkárnál járt, aki a dokumentumnak nem adott hitelt és megtagadta továbbítását felsőbb köröknek.[14]
- Pető Ernő a belügyminisztérium „illetékesei”-nél hiába próbálkozott, eljutott viszont Reményi-Schneller Lajos pénzügyminiszterhez, aki szintén kételkedve fogadta a jelentés állításait. Pető (mások mellett) felkereste Angelo Rotta pápai nunciust is.[24]
- Hóman Bálint nem hitte el a gázkamrák létezését, a jelentést túlzónak tartotta és úgy vélte, hogy csak propaganda céljából készült.”[25]
- Krausz Miklós Svájcba küldött el egy rövidített változatot.

### Külföldön
A Pozsonyból genfi és isztambuli zsidó szervezetekhez elküldött első példányok nem jutottak el a címzettekhez. De a beérkezett auschwitzi hírek és különféle jelentések – köztük a folyamatban lévő magyarországi deportálásokról szólók – is lényegében hatástalanok maradtak, a svájci zsidó szervezetek megtartották az információkat, nem fordultak a nyilvánossághoz. Csak június közepe táján történt változás.
Krausz Miklós, a budapesti Palesztina Hivatal vezetője Genfből érkezett megkeresésre 1944. június 19-én elküldte a jegyzőkönyv rövidített angol változatát. Egyben beszámolt a folyamatban lévő magyarországi gettósításról és deportálásról is. Az akcióban közvetítőként rész vett Georg) Mantello (vagy Georges Mantello) erdélyi származású zsidó üzletember (kereskedelmi ügynök?), aki akkor El Salvador genfi főkonzulátusának titkára volt. A svájci és az ott működő nemzetközi zsidó szervezetektől függetlenül, „saját szakállára” elküldte a Krausz Miklóstól érkezett anyagot svájci prominens személyeknek és újságíróknak. A téma rövidesen a svájci lapok oldalára is felkerült.
Közben a jegyzőkönyv teljes szövege is megérkezett Svájcba. Egy Weissmandel rabbi által május 22-én elküldött példány legkésőbb június 13-án eljutott Jaromír Kopeczkýhez, a száműzött csehszlovák kormány genfi képviselőjéhez, aki tájékoztatta Gerhardt M. Riegnert, a Zsidó Világkongresszus főtitkárát (ő pedig június 24-én a brit, az amerikai és a csehszlovák kormányt); valamint a jegyzőkönyv teljes szövegét átadta (többek között) a WRB (War Refugee Board, Háborús Menekültügyi Hivatal) svájci képviselőjének, aki az irat kivonatát, majd október közepén a teljes szöveget megküldte Washingtonba. Június 26-án Kopeczký egy kivonatot küldött a száműzött csehszlovák kormánynak Londonba, mellékelten felhíva a figyelmet a magyarországi zsidóság folyamatban lévő Auschwitzba történő deportálására is. Július 4-én a csehszlovák kormány továbbította a kivonatot a szövetséges hatalmak kormányaihoz és javasolta a láger és az odavezető vasútvonalak bombázását (ami nem történt meg).
Még május elején a szlovákiai Munkacsoport (vagy Mentőbizottság) két vezetője személyesen adott át egy példányt Giuseppe Burziónak, a pozsonyi pápai nunciusnak. Burzio továbbította is a Vatikánnak, ám az olaszországi hadiesemények miatt az irat talán csak októberben ért célba; egy rövid kivonata azonban a nyár folyamán minden bizonnyal eljuthatott Rómába. Megérkezhetett viszont a teljes jegyzőkönyv Angela Rottától, a budapesti pápai nunciustól.
1944. június 20-án Mario Martilotti, a Vatikán képviselője egy szlovákiai kolostorban találkozott és több órás beszélgetést folytatott két auschwitzi szökevénnyel (Vrbával és a később megszökött Mordowiczcsal), hogy ellenőrizze a beszámolók tartalmának hitelességét. Utána Bernben tájékoztatta az amerikai követség munkatársát is, aki a WRB svájci képviselőjeként mindent továbbított főnökének Washingtonba. Röviddel Martilotti küldetése után nyugati vezetők Horthy Miklóshoz fordultak, „hogy vessen véget a zsidóellenes intézkedéseknek és deportálásoknak. A pápa június 25-én intézett személyes kérést Horthyhoz, melyet június 26-án követett Roosevelt amerikai elnök figyelmeztetése, majd június 30-án Gusztáv svéd királyé. Nem kétséges, hogy ezek az üzenetek fontos, ha nem döntő szerepet játszottak Horthy július 7-ei döntésében, mellyel megtiltotta a további deportálásokat Magyarországról.” Azonban akkor már csak a budapesti zsidókat nem vitték el, de 1944 októberében Horthy elfogása és a hatalom a nyilas hatalomátvétel után a deportálások újrakezdődtek.

## „Auschwitzi jegyzőkönyvek”
Az auschwitzi koncentrációs táborból Vrba és Wetzler előtt is többen megszöktek. A lágerben történtekről, a gázkamrákról korábban is érkeztek hírek, bár nem ilyen kimerítő részletességgel. Néhányan kimondottan azzal a céllal szöktek meg, – mint Vrba és Wetzler is –, hogy tájékoztassák a világot az ott folyó szörnyűségekről, és hogy segítsenek megakadályozni a további tömeges gyilkosságokat. Vrba és Wetzler jelentésével együtt még három megszökött jelentéseit is a Franklin D. Roosevelt amerikai elnök által felállított Háborús Menekültek Hivatala  foglalta össze egy gépelt változatban, majd egy kötetben, amelyek 1944 novemberében lettek nyilvánosak. Valójában öt megszökött három jelentéséről van szó, de csak két részben vannak megszerkesztve, és szerzőik neve nincs megemlítve. Ez a jelentésgyűjtemény ismert „auschwitzi jegyzőkönyvek” vagy „auschwitzi jelentések” néven.
- Közülük a leghíresebb és a legnagyobb jelentőségű kétségtelenül az 1944. április legvégén készült Vrba–Wetzler jelentés volt. Ezért az auschwitzi koncentrációs táborról szóló történeti munkákban ezt ún. első Auschwitzi jegyzőkönyv néven említik.
- A következő hónap végén, 1944. május 27-én[37] Arnošt Rosin (szül. Szinna, 1913) szlovákiai zsidó és Czesław Mordowicz (szül. Mława, 1921) lengyel zsidó fogolynak sikerült megszöknie Auschwitzból. Június 10-én Liptószentmiklóson mondták el beszámolójukat, mely főként a Vrba és Wetzler szökése után történteket foglalta össze. Elbeszélésük alapján szintén Oskar Krasňanský, már Pozsonyba visszatérve készített német nyelvű jelentést. Ezt a dokumentumot a szakirodalom az ún. második Auschwitzi jegyzőkönyvként tartja számon.[38] Ez az irat tudósít az első magyar fogolycsoportok Auschwitzba érkezéséről. Az első, május 10-én érkezett transzport foglyait még életben hagyták; a május 15-étől érkezett foglyok tízezreinek azonban „csak mintegy 10 %-a került táborba, a többieket rögtön elgázosították és elégették. Birkenau létesítése óta még sohasem gázosítottak el [egyszerre] ilyen sok zsidót.”[39]
- Az ötödik szemtanú Jerzy Tabeau francia származású krakkói orvostanhallgató, aki Jerzy Wesołowski álnévvel tevékenykedett a lengyel ellenállási mozgalomban, és ugyanezen a néven jegyezték be Auschwitzban. A jelentések írói közül ő szökött meg elsőként, 1943. november 19-én. Jelentését 1943 decemberében és 1944 januárjában írta meg. Ő maga juttatta el Magyarországra, majd visszatért a még elfoglalt Lengyelországba. Később a jelentése Svájcba került. 1944 augusztusában Svájcban sokszorosították és kezdték terjeszteni főleg zsidó szervezetek és a lengyel emigrációs kormány (wd). Tabeau jelentését a fentebb említett kötetbe foglalták ennek második részeként Report No. 2 Transport. The Polish Major's Report (2. sz. jelentés Transzport. A lengyel őrnagy jelentése) címmel, bár időrendben az első volt, de a Vrba–Wetzler-jelentés, kiegészítve Rosin és Mordowicz jelentésével lett az első része, mivel sokkal részletesebb volt, mint a Tabeaué.[40][36] Tabeau jelentését a szakirodalom „harmadik Auschwitzi jegyzőkönyv”-nek nevezi. „Magyarországon 1944-ben sem az ő [Tabeau], sem a Rosin–Mordowicz jelentést (az ún. második Auschwitzi jegyzőkönyvet) nem említik.”[41]

Az ún. második és az ún. harmadik jegyzőkönyv magyar nyelven megjelent az Auschwitzi jegyzőkönyv 2005. évi kiadásában. (Lásd lejjebb!).
Auschwitzi jegyzőkönyvön a magyar szakirodalomban továbbra is a Vrba–Wetzler-jelentést értik. Ennek teljes szövege 1944. október közepén érkezett meg Bernből Washingtonba. „Csak november 26-án – amikor már a gyorsan előretörő szovjet hadsereg érkezését megelőzendő, folyamatban volt a birkenaui krematórium felszámolása – került sor a (három) jelentés közzétételére, illetve részleteinek szélesebb körben történő publikálására a prominens amerikai vasárnapi és hétfői lapokban, majd a nemzetközi sajtóban. Jókor.”

## Eredeti példányok, kiadások
A jegyzőkönyv eredeti szlovák nyelvű szövege nem maradt fenn. Az eredeti német nyelvű szövegek és ezek korabeli másolati példányainak, illetve korabeli angol és francia nyelvű fordításinak lelőhelyeit Haraszti György hivatkozott tanulmánya közli.
A fennmaradt magyar nyelvű, „eredeti”-nek tekinthető példányok (fordítások) lelőhelyei:
- Prímási Levéltár
- Budapest Főváros Levéltára (Hóman Bálint 1945. évi kihallgatási anyagának melléklete)
- Yad Vashem Levéltár

### Kiadások
A jegyzőkönyvet magyar nyelven elsőként Munkácsi Ernő, a Pesti Izraelita Hitközség volt főtitkára publikálta 1947-ben, majd közvetlenül utána Lévai Jenő utánközlése jelent meg. Legközelebb a szöveget csak 1994-ben, a magyar holokauszt 50. évfordulója alkalmából publikálták, akkor két kiadványban is.
- Munkácsi Ernő: Hogyan történt? Adatok és okmányok a magyar zsidóság tragédiájához (Budapest, Renaissance, 1947), 88–110. o.
- Lévai Jenő Zsidósors Európában (Budapest, Magyar Téka, 1948). 49–66. o.
- Bajtay Péter: Emberirtás, embermentés: Svéd követjelentések 1944-ből: Az Auschwitzi Jegyzőkönyv. Vál., ford., bev., jegyz. Bajtay Péter (Budapest, Katalizátor Iroda, 1994), 44–75. o.
- Szenes Sándor: Befejezetlen múlt: keresztények és zsidók, sorsok (2. bőv. kiadás. Budapest, BFI-INVEST Kft), 335–364. o.
- Önálló kötetben megjelent: Auschwitzi jegyzőkönyv (Múlt és Jövő Lap- és Könyvkiadó, Budapest, 2005) ISBN 963 9512 08 7 A szöveget közli és a kísérő tanulmányt írta: Haraszti György. (Haraszti György szerint ez az Auschwitzi jegyzőkönyv első hiteles és teljes magyar nyelvű szövege.) A kötet tartalmazza az ún. második és az ún. harmadik Auschwitzi jegyzőkönyv magyar szövegét is:
  - a második jegyzőkönyv: 59–65. (csak a páratlan oldalakon!) német nyelvből Haraszti György fordítása
  - a harmadik jegyzőkönyv: 67–93. (csak a páratlan oldalakon!) német nyelvből Blaschtik Éva fordítása